# Jack Fisk
Pour les articles homonymes, voir Jack Fisk (homonymie) et Fisk.
Jack Fisk (né le 19 décembre 1945) est un chef décorateur, directeur artistique et réalisateur américain.
En tant que chef décorateur, il est connu pour ses collaborations avec Terrence Malick, concevant l'ensemble de ses huit premiers films dont La Balade sauvage (1973), Les Moissons du ciel (1978), La Ligne rouge (1998) et The Tree of Life (2011). Il a également travaillé sur Phantom of the Paradise (1974), Carrie au bal du diable (1976), Eraserhead (1977), Heart Beat (1980), Une histoire vraie (1999), Mulholland Drive (2001), De l'eau pour les éléphants (2011) et The Master (2012). Il a été nommé pour l'Oscar des meilleurs décors pour There Will Be Blood (2007) et The Revenant (2015).
Fisk fait ses débuts en tant que réalisateur avec L'Homme dans l'ombre (1981), Violets Are Blue (en) (1986), Daddy's Dyin': Who's Got the Will? (en) (1990), Final Verdict (en) (1991) et deux épisodes de la série télévisée On the Air (1992).

## Biographie

### Carrière
Fisk est le directeur artistique de Carrie au bal du diable de Brian De Palma (1976), dans lequel sa femme, Sissy Spacek, interprète le rôle-titre. Il collabore fréquemment avec les réalisateurs Terrence Malick et David Lynch (qu'il connaît depuis l'enfance). Il est directeur artistique ou décorateur des huit premiers longs métrages de Malick ainsi que d'Une histoire vraie de Lynch (1999) et Mulholland Drive (2001). Il est nommé pour l'Oscar des meilleurs décors pour There Will Be Blood de Paul Thomas Anderson. Il reçoit sa deuxième nomination aux Oscars pour le film The Revenant à la 88e cérémonie des Oscars.
Fisk apparaît dans Eraserhead de David Lynch (1977) dans le rôle de l'homme sur la planète. Il reçoit d'ailleurs des « remerciements spéciaux » lors du générique, à l'instar de Sissy Spacek.
Fisk a dirigé sa femme Sissy Spacek dans les films L'Homme dans l'ombre (1981) et Violets Are Blue avec Kevin Kline.

### Vie privée
Fisk rencontre sa femme, Sissy Spacek, alors qu'il travaille sur le film La Balade sauvage de Terrence Malick en 1973, où elle interprète Caril Ann Fugate. Ils se marient le 12 avril 1974. Ils ont deux filles, Schuyler Fisk (née en 1982), également actrice, et Madison Fisk (née en 1988), une peintre.

## Filmographie

### Chef électricien
- 1971 : The Peace Killers de Douglas Schwartz

### Directeur artistique
- 1971 : Angels Hard as They Come de Joe Viola
- 1972 : Cool Breeze (en) de Barry Pollack
- 1973 : Messiah of Evil de Willard Huyck et Gloria Katz
- 1973 : Le Dernier Pénitencier (Terminal Island) de Stephanie Rothman
- 1973 : The Slams (en) de Jonathan Kaplan
- 1973 : La Balade sauvage (Badlands) de Terrence Malick
- 1976 : Vigilante Force (en) de George Armitage
- 1976 : Carrie au bal du diable (Carrie) de Brian De Palma
- 1998 : La Ligne rouge (The Thin Red Line) de Terrence Malick

### Chef décorateur
- 1974 : Phantom of the Paradise de Brian De Palma
- 1975 : Darktown Strutters de William Witney
- 1977 : Death Game (en) de Peter S. Traynor
- 1978 : Les Moissons du ciel (Days of Heaven) de Terrence Malick
- 1978 : Folie Folie (Movie Movie) de Stanley Donen
- 1980 : Les Premiers Beatniks de John Byrum (en)
- 1999 : Une histoire vraie (The Straight Story) de David Lynch
- 2001 : Mulholland Drive de David Lynch
- 2005 : Le Nouveau Monde (The New World) de Terrence Malick
- 2007 : Invasion (The Invasion) d'Oliver Hirschbiegel
- 2007 : There Will Be Blood de Paul Thomas Anderson
- 2011 : De l'eau pour les éléphants (Water for Elephants) de Francis Lawrence
- 2011 : The Tree of Life de Terrence Malick
- 2012 : The Master de Paul Thomas Anderson
- 2012 : À la merveille (To the Wonder) de Terrence Malick
- 2015 : Knight of Cups de Terrence Malick
- 2015 : The Revenant d'Alejandro González Iñárritu
- 2017 : Song to Song de Terrence Malick
- 2023 : Killers of the Flower Moon de Martin Scorsese

Prochainement
- Red, White and Water (en) de Lila Neugebauer (en)

### Acteur
- 1977 : Eraserhead de David Lynch : l'homme sur la planète

### Réalisateur
- 1981 : L'Homme dans l'ombre (Raggedy Man)
- 1986 : Violets Are Blue (en)
- 1990 : Daddy's Dyin': Who's Got the Will? (en)
- 1991 : Final Verdict (en)
- 1992 : On the Air créée par David Lynch et Mark Frost (deux épisodes)

## Distinctions

### Nominations
- BAFTA 2008 : meilleurs décors pour There Will Be Blood (avec Jim Erickson)
- Oscars 2008 : meilleurs décors pour There Will Be Blood (avec Jim Erickson)
- Oscars 2016 : meilleurs décors pour The Revenant (avec Hamish Purdy)